# Cal Domènech (Vacarisses)
Cal Domènech és un edifici de Vacarisses (Vallès Occidental) inclòs a l'Inventari del Patrimoni Arquitectònic de Catalunya.

## Descripció
Per la seva situació i característiques hom pot creure que la casa es trobava més aïllada, com ho pot demostrar el gran pati i el terrenys que l'envolten, així com les portalades de que consta. És de planta rectangular en sentit apaïsat amb teulada de carener horitzontal a la façana. Aquesta presenta una disposició dels seus elements d'obertura dins d'una distribució simètrica i harmònica. Consta de planta baixa i dos pisos. Les obertures són rectangulars, balcons amb baranes de ferro de barres verticals. Queden restes d'un rellotge de sol esgrafiat a la façana, entre els balcons del primer pis, en el costat dret.